# 横須賀市立山崎小学校
横須賀市立山崎小学校（よこすかしりつ やまざきしょうがっこう）とは、神奈川県横須賀市三春町にある市立小学校。

## 沿革
- 1912年（明治45年） - 横須賀市立尋常山崎小学校として開校。
- 1941年（昭和16年）4月1日 - 国民学校令により、横須賀市山崎国民学校に改称。
- 1947年（昭和22年）4月1日 - 学制改革により現校名に改称。
- 1949年（昭和24年） - 横須賀市立衣笠小学校、横須賀市立鶴久保小学校と共に横須賀市立公郷小学校を分離。

## 通学区域
2014年度は以下の通りである。
- 平成町1丁目5番地3
- 安浦町3丁目の内27番～31番
- 三春町
- 富士見町1丁目の内13番～30番

また、公郷町5丁目31、32、34、40、42、60番は横須賀市立公郷小学校の通学区域であるが、通うことができる。

## 進学先中学校
通学区域の全域が横須賀市立大津中学校に進学する。
また、公立学校選択制により、以下の学校を選択できる。
- 横須賀市立馬堀中学校
- 横須賀市立鴨居中学校
- 横須賀市立公郷中学校
- 横須賀市立久里浜中学校

## 交通
- 京浜急行電鉄 本線 堀ノ内駅より徒歩7分
- 京浜急行バス 山崎小学校バス停よりすぐ

## 著名な出身者
- 小泉純一郎（政治家、元内閣総理大臣）
- 渡辺真知子（歌手、シンガーソングライター）